# カロケファルス
カロケファルス (Calocephalus) は、キク科カロケファルス属の常緑小低木で、オーストラリア原産の植物の総称である。
銀色の葉が特徴であるため、別名をプラティーナ（プラチーナ）、ブラウニー'シルバー・ブッシュ'、また、その形状からクッションブッシュなどともいう。